# Ruta Estatal de California 180
La Ruta Estatal de California 180, y abreviada SR 180 (en inglés: California State Route 180) es una carretera estatal estadounidense ubicada en el estado de California. La carretera inicia en el Oeste desde la SR 33     en Mendota en sentido Este hasta finalizar en Kanawyers en el Bosque Nacional Kings Canyon. La carretera tiene una longitud de 180,7 km (112.31 mi).

## Mantenimiento
Al igual que las autopistas interestatales, y las rutas federales y el resto de carreteras estatales, la Ruta Estatal de California 180 es administrada y mantenida por el Departamento de Transporte de California por sus siglas en inglés Caltrans.

## Cruces
La Ruta Estatal de California 180 es atravesada principalmente por los siguientes cruces:

 SR 99  en Fresno
 SR 41  en Fresno
 SR 63  cerca de Orange Cove
 SR 245  en el Bosque Nacional Sierra
 SR 198  en General Grant Grove